# Diesdorf
Diesdorf é um município da Alemanha, situado no distrito de Altmarkkreis Salzwedel, no estado de Saxônia-Anhalt. Tem 100,52 km² de área, e sua população em 2019 foi estimada em 2.295 habitantes.